# Rhodopyrgula
Rhodopyrgula is een geslacht van uitgestorven weekdieren uit de klasse van de Gastropoda (slakken).

## Soorten
- Rhodopyrgula kamirensis Willmann, 1981 †
- Rhodopyrgula rhodiensis (Bukowski, 1896) †